# Рокачеро
Рокачеро (итал. Roccacerro) је насеље у Италији у округу Л'Аквила, региону Абруцо.
Према процени из 2011. у насељу је живело 77 становника. Насеље се налази на надморској висини од 1135 м.